# Питецеллобиум сладкий
Питецеллобиум сладкий, или Манильский тамаринд (лат. Pithecellobium dulce) — небольшое вечнозелёное дерево семейства Бобовые.

## Ботаническое описание
Дерево высотой 5—8 м с овально-продолговатыми листьями 2—4 см длиной.
Цветки зеленовато-белые ароматные около 12 см длиной.
Плод — боб со съедобной мякотью и чёрными семенами. Семена распространяют птицы, питающиеся сладкими плодами.

## Распространение
Манильский тамаринд происходит из Центральной и северной части Южной Америки. В настоящее время интродуцирован и экстенсивно культивируется на островах Карибского моря, во Флориде, на Гуаме и в странах Юго-Восточной Азии. Дерево считается сорняком на Гавайях.

## Применение
Мякоть плодов, довольно сладкая, может употребляться в сыром виде и на её основе изготавливаются прохладительные напитки. Кора растения богата таннинами и может быть использована, как средство от диареи. Отвар листьев используется населением, как средство для провокации аборта.

## Галерея
| Общий вид | Цветки | Плоды |